# Takahiro Kō
Takahiro Kō (japanisch 高 宇洋 Kō Takahiro; * 20. April 1998 in Kawasaki) ist ein japanischer Fußballspieler.

## Karriere
Kō erlernte das Fußballspielen in der Jugendmannschaften von Kawasaki FC Nakahara und Kawasaki Frontale sowie in der Schulmannschaft der Funabashi Municipal High School. Seinen ersten Vertrag unterschrieb er 2017 bei Gamba Osaka. Die erste Mannschaft von Gamba spielte in der ersten Liga, der J1 League, die U23-Mannschaft trat in der dritten Liga an. Für den Verein absolvierte er 18 Erstligaspiele und 23 Drittligaspiele. Von August 2019 bis Saisonende 2020 wurde er an den Zweitligisten Renofa Yamaguchi FC ausgeliehen. Für den Verein aus Yamaguchi absolvierte er 53 Zweitligaspiele. Nach Vertragsende bei Gamba unterschrieb er im Februar 2021 einen Vertrag beim Ligakonkurrenten Albirex Niigata. Am Ende der Saison 2022 feierte er mit Albirex die Meisterschaft und den Aufstieg in die erste Liga. Nach 111 Ligaspielen wechselte er im Januar 2024 zum ebenfalls in der ersten Liga spielenden FC Tokyo.

## Erfolge
Albirex Niigata
- Japanischer Zweitligameister: 2022  ▲